# وئکسی

نشان آسیکالا

موقعیت آسیکالا در فنلاند

وئکسی یک روستا و مقر شهرداری آسیکالا در جنوب فنلاند است.
این روستا بر روی تنگه ای بین دریاچه پیینه و وسی‌یروی، در حدود ۲۳ کیلومتر (۱۴ مایل) شمال لاهتی واقع شده‌است.
کانال وئکسی و کانال وسی‌یروی، در وئکسی واقع شده‌است. طول آن ۱۳۱۵ کیلومتر و اختلاف ارتفاع ۰٫۲۵±۳٫۱۰ متر است. امروزه این کانال محبوب‌ترین کانال آب شیرین در فنلاند است.

## نگارخانه
- تصویری از وئکسی
- ساختمان صورتی در روستا، قدیمی‌ترین ساختمان بنا در وئکسی است. قبلاً به عنوان مهمانسرا و اقامتگاه کاربری داشت. امروز به عنوان یک «فروشگاه روستایی به سبک فرانسوی» استفاده می‌شود.
- بندر وئکسی در دریاچه پیینه
- کانال وئکسی